# Proteste in Oman 2011

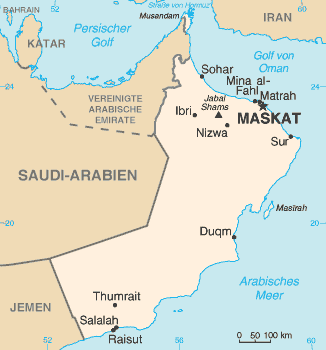
Karte von Omans

Die Proteste in Oman 2011 richteten sich gegen die Regierungsform von Sultan Qabus ibn Said, der de facto das Land allein regierte. Sie entstanden im Zusammenhang mit einer Welle ähnlicher Proteste in der arabischen Welt und setzten um den 18. Februar 2011 ein. Nachdem in der ersten Woche die Proteste friedlich verlaufen waren, kam es am Sonntag, dem 27. Februar, zu ersten gewalttätigen Zusammenstößen mit Sicherheitskräften. Dabei wurden zwei Demonstranten getötet. Zunächst forderten die demonstrierenden Omaner lediglich politische Reformen und nicht, wie in anderen arabischen Ländern, den Rücktritt des Machthabers, doch seit dem 28. Februar richtete sich der Unmut der Demonstranten mehr und mehr direkt gegen den Sultan. Gleichzeitig wuchs eine Qabus unterstützende Bewegung.

## Hintergrund

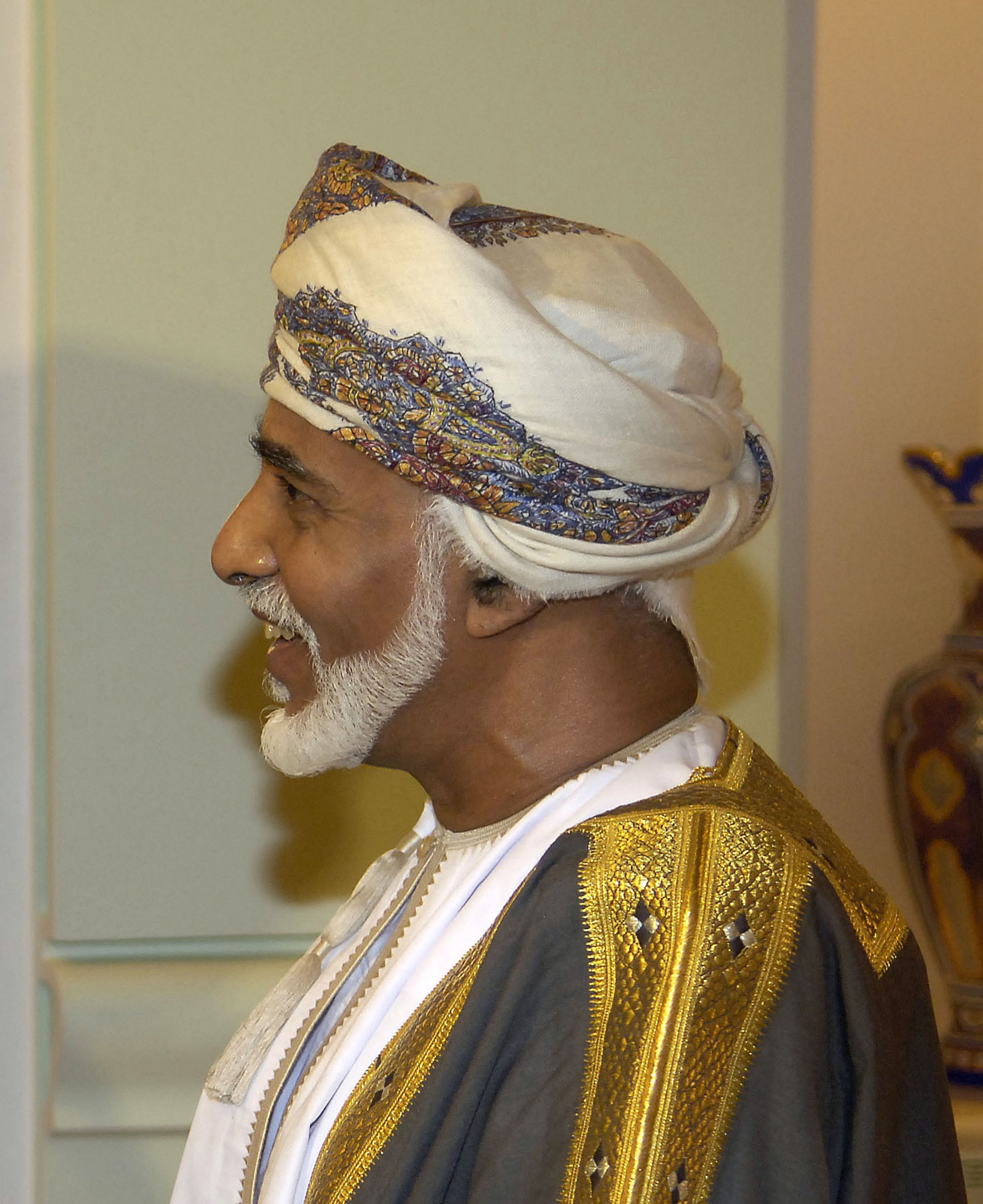
Sultan Qabus ibn Said (2008)

### Politische Situation
Sultan Qabus ibn Said regierte in Oman seit 1970. Er öffnete und modernisierte den zu Beginn seiner Regentschaft geschlossenen und rückständigen Staat. Gleichwohl hat er mehrfach politische Aktivisten verhaften und Parteien verbieten lassen. Das Land besitzt zwar ein Parlament, jedoch darf es keine eigenen Beschlüsse fassen und steht dem Sultan lediglich beratend zur Seite.

### Wirtschaftliche Lage
Oman ist ein vergleichsweise wohlhabendes Land. Das Land erzielt seine Einnahmen fast ausschließlich aus dem Öl- und Erdgasexport. Die Regierung fördert jedoch einen Weg weg von den endlichen Rohstoffen und investiert deshalb stark in die Industrie, den Tourismus und die Bildung, weshalb die jungen Omaner auch im internationalen Vergleich gut ausgebildet sind. Dennoch finden viele von ihnen keine Arbeit. Die Arbeitslosigkeit in Oman wird auf 12 bis 15 % geschätzt. Sie betrifft vor allem junge Menschen im Land. Viele Omaner forderten deshalb auch einen Stopp des Zuzugs von Gastarbeitern, um selbst Arbeit zu erhalten. Die Sozialhilfe für Arbeitslose ist zudem sehr gering.

## Forderungen der Demonstranten
Die Proteste der Omaner begannen mit der Forderung nach besseren sozialen Absicherungen, Senkung von Steuern und Abgaben, Reformen sowie die Schaffung weiterer Arbeitsplätze. Deshalb war vor allem die Hafenstadt Suhar Zentrum der ersten Proteste. Die mangelnde Meinungsfreiheit war eine weitere Ursache für die Demonstrationen. Auch wurde die Forderung nach einer gerechteren Aufteilung der Einnahmen aus dem Ölgeschäft und einem Zuzugsstopp für Wanderarbeiter laut. Die Korruption war eines der Hauptthemen bei den Protestaktionen. Viele Demonstranten nutzten deshalb Parolen wie Ja zu Reformen! Nein zur Korruption!.
Ab dem 28. Februar richtete sich der Protest zunehmend gegen den Sultan selbst und seine zum Teil korrupten Minister.

## Reaktionen der Regierung
Sultan Qabus ibn Said bildete am 26. Februar 2011 das Kabinett um. Insgesamt sechs Minister wurden ausgetauscht.
Die Regierung des Omans versprach am 27. Februar 2011 infolge der bislang größten Proteste am 26. und 27. Februar mehrere politische Reformen. Dazu gehörten:
- Schaffung von 50.000 neuen Stellen im öffentlichen Dienst
- Sozialhilfe in Höhe von umgerechnet 280 Euro pro Monat für einen Arbeitslosen.

Darüber hinaus wollte die Regierung beziehungsweise der Sultan prüfen, ob man dem beratenden Parlament mehr Rechte zubilligen könne. Dieses Entgegenkommen konnte die Protestwelle jedoch nicht entschärfen, sodass es am Folgetag zu größeren Ausschreitungen kam.

## Verlauf

### 18. und 19. Februar
Am 18. Februar 2011 kam es erstmals in der Hauptstadt Maskat im Regierungsviertel al-Khuwair zu Demonstrationen. Dort wurden Forderungen nach mehr Arbeitsplätzen sowie politischen Reformen laut. Die Proteste verliefen jedoch ruhig und richteten sich nicht gegen den herrschenden Sultan Qabus. Am 19. Februar wurden die Proteste fortgesetzt, es kam jedoch nicht zu größeren Zusammenstößen.

### Woche vom 21. bis zum 25. Februar
In dieser Woche flauten die Proteste ab und es kam lediglich vereinzelt zu kleinen friedlichen Protesten und Kundgebungen. Erst zum Wochenende gingen erneut zahlreiche Menschen auf die Straße. Daraufhin entließ das Regime 200 politische Gefangene, um den Protesten entgegenzuwirken.

### 26. Februar
Bei den seit Tagen friedlich verlaufenden Protesten kam es am frühen Wochenende zu Massendemonstrationen und Kundgebungen. Die größten Proteste fanden in der Hafen- und Industriestadt Suhar statt. Weiterhin wurden hauptsächlich politische Reformen gefordert, nicht jedoch der Rücktritt des Sultans.
Als Reaktion auf die anhaltenden Proteste nahm Sultan Qabus an diesem Tag mit dem Austausch von sechs Ministern eine größere Kabinettsumbildung vor. Hierzu unterzeichnete er fünf königliche Erlasse, die sofort in Kraft traten.
- Royal Decree No 13/2011

- Als Minister für den öffentlichen Dienst wurde Sayyid Hamoud bin Faisal al Busaidy ernannt.
- Als Minister für Verkehr und Telekommunikation wurde Maqbool bin Ali Sultan ernannt.
- Als Umweltminister wurde der bisherige Minister für den öffentlichen Dienst Shaikh Mohammed bin Abdullah al Harthy ernannt.
- Als Industrie- und Handelsminister wurde der bisherige Generalsekretär des Wirtschaftsministeriums Mohammed bin Nassir bin Mansoor al Khusaibi ernannt. Er ersetzte den langjährigen Amtsvorgänger Maqbool bin Ali Sultan. Der Wechsel an der Spitze des Ministeriums erfolgte in einer Zeit zunehmenden Ärgers in der Bevölkerung über den Preisanstieg von Gütern des täglichen Bedarfs.
- Als Tourismusminister wurde Mohsin bin Mohammed bin Ali al Shaikh ernannt. Er folgte der Anfang Februar 2011 verstorbenen Rajiha bint Abdulameer bin Ali nach.
- Als Erziehungsministerin wurde Madeeha bint Ahmed bin Nassir al Shibaniyah ernannt, die auf den bisherigen Minister Yahya bin Saud Al Sulaimi folgte. Sie ist die dritte Frau im Kabinett im Rang einer Ministerin.

- Royal Decree No 14/2011: Als Staatsberater wurden der ehemalige Verkehrsminister Khamis bin Mubarak al Alawi und der ehemalige Erziehungsminister Yahya bin Saud bin Mansoor al Sulaimy ernannt. Der Staatsrat besteht zum größten Teil aus ehemaligen Regierungsangehörigen.
- Royal Decree No 15/2011: Als Generalsekretär im Rang eines Staatsministers im Wirtschaftsministerium wurde Shaikh Al Fadhl bin Mohammed bin Ahmed al Harthy ernannt.
- Royal Decree No 16/2011: Als Mitglieder des beratenden Staatsrats Madschlis ad-Dawla wurden Sayyid Hamad bin Hilal al Busaidy und Mohammed bin Hamoud bin Zahir al Toobi ernannt.
- Royal Decree No 17/2011:

- Als Unter-Staatssekretärin im Arbeitsministerium (Zuständigkeit: technische und berufsbildende Ausbildung) wurde Muna bint Salim bin Khalfan al Jardaniyah ernannt.
- Als Unter-Staatssekretär im Arbeitsministerium (Zuständigkeit: Arbeit) wurde Mohammed bin Khamis bin Abdullah al Amri ernannt.

### 27. Februar
In Suhar, dem Zentrum des Protestes, versammelten sich in der Nacht vom 26. zum 27. Februar circa 2.000 Demonstranten. Es kam erstmals zu Zusammenstößen zwischen Demonstranten und Sicherheitskräften. Von den Sicherheitskräften wurden Tränengas und Schlagstöcke gegen die Demonstranten eingesetzt, während die Demonstranten mit Steinen auf die Beamten warfen. Nach Angaben von Ärzten und Augenzeugen setzte die Polizei nach dem Einsatz von Tränengas auch Gummigeschosse ein, wobei zwei Menschen ums Leben kamen. Dies waren die ersten Todesopfer. Augenzeugen berichteten auch, dass sich das Militär beteiligt habe. In Suhar wurde versucht, eine Polizeistation zu besetzen. Zudem wurden mehrere Fahrzeuge und Gebäude der Regierung angezündet. Auch in Salala wurden Demonstrationen beobachtet.
Um die Demonstranten zu besänftigen, versprach Sultan Qabus ibn Said erste Reformen, zu denen höhere Stipendien, die Gründung eines Konsumentenverbandes und das Anbieten verbilligter Nahrungsmittel für die Bürger gehörten.

### 28. Februar

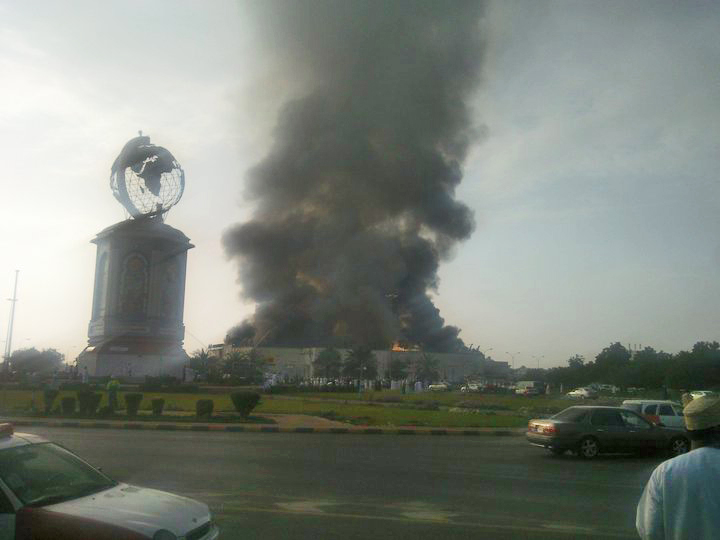
Der von den Demonstranten angezündete Supermarkt in Suhar

In Suhar, Maskat und in einigen anderen Regionen fanden zahlreiche und zum Teil gewalttätige Demonstrationen statt.
In Suhar, dem Zentrum der Demonstrationen, stieg nach Angaben internationaler Medien die Anzahl der Toten um vier auf sechs Personen sowie die Zahl der Verletzten auf mindestens 20 an. Allerdings beharrte das omanische Gesundheitsministerium auf seiner Darstellung, dass lediglich ein Mensch ums Leben gekommen sei. In der Stadt besetzten die Demonstranten am Morgen die Zufahrtswege zu einem hauptsächlich von Öltankern genutzten Hafen, der nahegelegenen Ölraffinerie sowie dem Aluminiumschmelzwerk. Im Laufe des Tages wurden von der zumeist aus Suhar stammenden wütenden Menge eine Polizeistation, das Amt des Wali sowie eine Außenstelle des Arbeitsamtes in Brand gesteckt.
Des Weiteren plünderten Demonstranten wegen des beginnenden Versorgungsengpasses in der Stadt einen LuLu-Supermarkt, der anschließend in Brand gesetzt wurde. In der Stadt sollen sich auch zahlreiche Polizisten befunden haben, die sich nach Angaben einiger Einwohner jedoch nicht in das Geschehen einmischten. Zudem wurden zahlreiche Fensterscheiben von Bürogebäuden eingeworfen.
Auch Maskat wurde von der Protestwelle erfasst. Neu waren die nun aufkommenden Forderungen nach dem Rücktritt der Minister, teilweise auch des Sultans. So waren bei den Protesten zahlreiche Plakate, Banderolen und Schilder mit direkter Kritik gegen Sultan Qabus ibn Said zu lesen.

### 1. März
Am 1. März 2011 kam es erneut zu Zusammenstößen in Suhar und anderen Städten des Landes wie zum Beispiel in Salala und Buraimi, wo mehrere hundert Menschen auf die Straße gingen. Zudem weitete sich der Protest auf immer mehr Städte im Land aus. Die Forderungen der Demonstranten waren nach wie vor ein Ende der Korruption, neue Arbeitsplätze sowie steigende Löhne und Reformen in der Politik. Auch das Einlenken von Sultan Qabus ibn Said mit dem Versprechen von 50.000 Stellen im Öffentlichen Dienst sowie die Arbeitslosenhilfe und weitere Punkte konnten die Demonstranten nicht besänftigen.
In Suhar kam es an diesem Tag erneut zu heftigen Demonstrationen, in deren Verlauf eine Brücke zu einer nach Maskat führenden Schnellstraße besetzt wurde. Erstmals schritt auch das Militär ein und trieb mit Panzern die aus mehreren hundert Personen bestehenden Proteste auseinander.
Gleichzeitig gingen, hauptsächlich in Muskat, regimetreue Demonstranten auf die Straße, um Sultan Qabus ibn Said zu unterstützen.

### 4. März
Nach einer über die Woche abklingenden Beteiligung nahmen die Protestteilnehmerzahlen schlagartig zu. Die Proteste standen mit dem im Islam sehr wichtigen Freitagsgebet in Verbindung, welches in der aktuellen Protestwelle als Zeichen der Gemeinsamkeit genutzt wurde.
In Suhar, nach wie vor das Protestzentrum, kam es an diesem Freitag zu einem gemeinsamen Freitagsgebet der Demonstranten, an dem sich ungefähr 500 junge Männer beteiligten. Die Protestbewegung forderte unverändert – neben sozialer Unterstützung – Verfahren gegen aus Sicht der Demonstranten korrupte Politiker und Beteiligungen der Bürger an Entscheidungen der Regierung.

### 5. März
Sultan Qabus unterzeichnete drei königliche Erlasse, mit denen er drei neue Kabinettsmitglieder ernannte:
a) Royal Decree No. 28/2011: Als neuer Minister des “Diwan of Royal Court” wurde mit sofortiger Wirkung Sayyid Khalid Bin Hilal Bin Saud Al Busaidi ernannt.
b) Royal Decree No. 29/2011: Als neuer Minister des Royal Office wurde mit sofortiger Wirkung Lt-Gen. Sultan Bin Mohammed Al Numani ernannt.
c) Royal Decree No. 30/2011: Als neuer Staatssekretär im Rang eines Staatsministers für “Royal Court Affairs” wurde mit sofortiger Wirkung Nasr Bin Hamoud Bin Ahmed Al Kindy ernannt.
Von offizieller Seite wurde verlautbart, dass die angekündigten Reformen und die Kabinettsumbildung bei den Demonstranten begeistert aufgenommen wurden. Dessen ungeachtet gingen die Protestaktionen weiter.

### 6. März
In Suhar hielten Demonstranten weiterhin zwei Kreisverkehre besetzt; der sogenannte „Globe Roundabout“ wurde von den Besetzern in „Reform Square“ umgetauft. Die Regierung machte „Agitatoren aus den Vereinigten Arabischen Emiraten“ für die Ausschreitungen im Norden des Landes verantwortlich. In der Hauptstadt Maskat versammelte sich eine größere Menschenmenge vor der Personalabteilung der Royal Oman Police, um sich für eine der 10.000 neu geschaffenen Stellen zu bewerben. Außerdem veranstalteten rund 1.000 Demonstranten vor dem Shura Council ein Sit-in. In Salala demonstrierten rund 10.000 Menschen den siebten Tag in Folge vor dem Gebäude des Gouverneurs. In Sur protestierten rund 5.000 Demonstranten vor dem Amtsgebäude des Wali. Sie verlangten politische Reformen, mehr Mitbestimmung und ein Ende der Korruption.

### 7. März
In Suhar gingen die Besetzungen des „Globe Roundabout“ sowie des „Mina Kreisverkehrs“ in den neunten Tag. Die Blockaden führten zu erheblichen Verkehrsbehinderungen. Die Zufahrt zum Hafen wurde weiterhin von der Royal Police of Oman gesichert, um eine Störung des Schiffsverkehrs durch die anhaltenden Proteste zu verhindern.
Angesichts der anhaltenden Proteste entschloss sich Sultan Qabus zu einer Umstrukturierung des Kabinetts mit sofortiger Wirkung. Hierbei handelte es sich um die dritte beschlossene Regierungsumbildung seit dem Start der Proteste. In mehreren Dekreten wurden folgende Ernennungen vollzogen:
- Shaikh Al Fadhl bin Mohammed bin Ahmed al Harthy zum Generalsekretär des Kabinetts
- Shaikh Nassir bin Hilal bin Nassir al Maawali zum Vorsitzenden des Rechnungshofes im Rang eines Ministers
- Rasheed bin al Safi bin Khamis al Huraibi zum Vorsitzenden des Beschaffungsamtes im Rang eines Ministers
- Mohsen bin Mohammed bin Ali al Shaikh zum Berater des “Diwan of the Royal Court” im Rang eines Ministers
- Abdulmalik bin Abdullah bin Zahir al Hinai zum Berater im Finanzministeriums unter Beibehaltung seines bisherigen Rangs und finanzieller Zuwendungen
- Im Ministerium für Landwirtschaft und Fischerei wurden zwei neue Unterstaatssekretäre ernannt:

Hamad bin Said bin Sulaiman al Aufi zum Unterstaatssekretär für Fischerei
Ishaq bin Ahmed bin Mohammed al Ruqaishi zum Unterstaatssekretär für Landwirtschaft
Außerdem wurde eine einschneidende Veränderung beschlossen: das Wirtschaftsministerium wurde aufgelöst. Gleichzeitig wurde ein Kabinettsausschuss eingerichtet, der mit der Verteilung der bisherigen Befugnisse, Besitzungen und Mitarbeiter des Ministeriums befasst wurde.

### 8. März
In Maskat kam es an diesem Dienstag zu Protesten, bei denen sich etwa 150 Demonstranten vor dem Sitz des omanischen Staatsfernsehens versammelten, um für mehr Pressefreiheit, objektivere Berichterstattung sowie für einen neuen Informationsminister zu demonstrieren. Die Proteste verliefen friedlich, es kam nicht zu Ausschreitungen.

### 9. März
An diesem Mittwoch kam die über die vergangenen Tage bereits abklingende Protestwelle nahezu zum Stillstand, nachdem es am Vortag lediglich in Maskat sowie einigen anderen Orte zu vergleichsweise kleinen Protesten gekommen war.
Auch in der Protesthochburg Suhar kam es zu keinen nennenswerten Demonstrationen, abgesehen von der anhaltenden Blockade der beiden Kreisverkehre. Der Industrial Roundabout vor dem für die Wirtschaft Omans wichtigen Hafen- und Industriegebiet schien allerdings wieder frei befahrbar zu sein.
Im Sultan Qabus' Wohnpalast Bait Al Barakah in Sib wurden die neu ernannten Minister im Rahmen einer Kabinettssitzung von Sultan Qabus vereidigt. Der Sultan ermahnte die anwesenden Kabinettsmitglieder, die bisherigen Errungenschaften für die nachfolgenden Generationen zu bewahren. Die neue Regierung habe die Sicherheit und Stabilität des Landes zu garantieren.

### 13. März
An diesem Sonntag kam es erneut zu heftigeren Protesten, die jedoch kleiner waren als diejenigen an den Wochenenden zuvor. In der Region Az-Zahira kam es in den Städten Dank, Yanqul und Ibri am vierten Tag in Folge zu Demonstrationen. Die Demonstranten forderten politische Reformen, Arbeitsplätze und höhere Löhne. Außerdem verlangten sie eine bessere Infrastruktur, wie z. B. ein besseres Straßennetz, mehr Schulen und Krankenhäuser.
In Ibri wurde das Büro des Wali sowie die Außenstelle des Wohnungsministeriums zunächst mit Steinen beworfen und anschließend von den meist jungen Randalierern in Brand gesteckt. Vor der Außenstelle des Wohnungsministeriums wurden auch einige dort abgestellte Fahrzeuge angezündet. Die Feuerwehr konnte wegen einer Straßenblockade der Demonstranten nicht zum Einsatzort gelangen.
In Yanqul wurde friedlich demonstriert. Auf Plakaten und Spruchbändern wurden ökonomische und politische Reformen gefordert.
Als Reaktion auf die Proteste erließ der Sultan eine Anzahl weiterer königliche Erlasse.
- Royal Decree No. 39/2011: Sultan Qabus beauftragte eine Kommission mit einer Verfassungsreform, die den beiden Kammern des „Counsil of Oman“ gesetzgeberische Befugnisse zukommen lassen sollte. Davor hatten beide Kammern lediglich beratende Funktion. Ob der Sultan sich ein Vetorecht vorbehalten wolle, war zunächst nicht bekannt.[33][34]
- Zwei weitere königliche Erlasse erhöhten mit Wirkung zum 1. April 2011 die Sozialrenten um 100 % und die Beamtenpensionen um bis zu 50 %.[35] Die Mindestpension für ehemalige Staatsdiener wurde auf 202,500 Omanische Rial festgesetzt. Die Aufschläge im Einzelnen:

| Bisherige Pension in RO | Aufschlag in % |
| ----------------------- | -------------- |
| 135–200 RO              | 50 %           |
| 200–400 RO              | 40 %           |
| 400–600 RO              | 30 %           |
| 600–1.000 RO            | 15 %           |
| über 1.000 RO           | 5 %            |

- Royal Decree No. 40/2011: Der bisherige Generalinspekteur der Polizei und des Zolls Lieutenant-General Malik bin Suleiman Al Ma’amari, der vor allem wegen seines harten Durchgreifens bei den Demonstranten in Suhar kritisiert wurde, wurde durch den frisch vom Major zum Lieutenant-General beförderten Hassan Bin Mohsen Bin Salim Al Shraiqi ersetzt.

### 14. bis 22. März
Allgemein konnte ein starkes Abflauen der Proteste beobachtet werden. Am Dienstag, den 22. März 2011, stellten rund 100 omanische Demonstranten im Maskater Regierungsviertel Al Khuwair ein Zeltlager auf. Auf Transparenten waren Slogans wie „Wir warten noch immer auf Arbeit“ oder „Was ist mit den Gehaltserhöhungen in der freien Wirtschaft?“ zu lesen.
Sultan Qabus hatte zuvor alle Gehälter im öffentlichen Dienst um 100 RO/Monat (etwa 183 €/Monat) und die Pensionen teilweise um bis zu 50 % angehoben (siehe auch weiter oben). Außerdem wurde ein Zuschuss wegen der gestiegenen Lebenshaltungskosten gewährt. Die freie Wirtschaft zog allerdings nicht nach. Die Demonstranten fanden es unfair, dass nur der Öffentliche Dienst Nutzen aus den Demonstrationen zog, nicht jedoch die Arbeiter und Angestellten des privaten Sektors.
In dieser Woche streikten in der Nähe des Flughafens Maskat im Industriegebiet von Ar-Rusail hunderte von Arbeitern, so dass die Produktion in den rund 300 Betrieben ruhte.
Vor zwei Wochen entließ Sultan Qabus unter dem Druck der Straße insgesamt 12 Minister, darunter auch den langjährigen Wirtschaftsminister Ahmed Abdulnabi Macki, der mehr als zwei Jahrzehnte im Amt war. Ihnen wurde von den Demonstranten Korruption vorgeworfen.
Neben der oben erwähnten Zeltstadt war das weiterhin bestehende Sit-in vor dem Shura Council die zweite dauerhaft von Demonstranten bewohnte Zeltstadt in Oman. Daneben liefen die Proteste vor dem Gebäude des Wali in Salala und Suhar weiter.

### 23. März
Sultan Qabus erließ einen königlichen Erlass, mit dem er mit sofortiger Wirkung zwei Unterstaatssekretäre im Gesundheitsministerium ernannte:
Royal Decree No. 44/2011:
Artikel 1: Ali bin Talib bin Ali al Hina'ei wurde zum Unterstaatssekretär im Gesundheitsministerium für Planung ernannt.
Artikel 2: Darwish bin Saif bin Said al Maharbi wurde zum Unterstaatssekretär im Gesundheitsministerium für Verwaltung und Finanzen ernannt.

### 1. April
An diesem Freitag kam es erneut zu starken Protesten in der Hafenstadt Suhar, dem Protestzentrum, die schließlich eskalierten. Es versammelten sich in der Stadt mehrere hundert Demonstranten mit der Forderung, zahlreiche politische Gefangene freizulassen, die über die Woche bei Razzien verhaftet wurden. Grund für die wiederaufflammenden Proteste war zudem, dass bislang keine Versprechen umgesetzt worden seien.
Die Sicherheitskräfte reagierten, indem sie hart gegen die Demonstranten vorgingen. Sie setzten dabei Wasserwerfer und Tränengas gegen die mehreren hundert Demonstranten ein, zudem auch Gummigeschosse und Schlagstöcke. Die Polizei erklärte, sie sei von den Demonstranten mit Steinen beworfen und mit Messern bedroht worden. Am selben Tag nahm die Polizei zudem 50 bis 60 weitere Demonstranten fest. Den Forderungen der Demonstranten kamen die Behörden und die Regierung nicht nach.
Offiziell bestätigten die Sicherheitskräfte und Behörden lediglich den Einsatz von Tränengas und Wasserwerfern. Augenzeugen sprachen jedoch auch davon, dass scharfe Munition zum Einsatz kam. Zudem sprachen die Protestler von 4 Schwerverletzten.
Ein 25-jähriger Mann, laut anderen Quellen ein 22-jähriger, wurde bei den Demonstrationen sehr schwer durch Schüsse verletzt. Er erlag schließlich seinen Verletzungen. Sein Tod fachte die Protestbewegung zusätzlich an, sodass sie am folgenden Wochenende besonders stark ausfiel.

### 2. April
In der Hauptstadt Maskat, weiterhin zweitwichtigstes Protestzentrum nach Suhar, forderten die Demonstranten mit einem Sitzstreik vor dem Büro der Staatsanwaltschaft die Klärung der Vorfälle vom Vortag und die Freilassung der über die Woche festgenommenen Aktivisten.

### 17. April
Am 17. April 2011 verabschiedete die Regierung ein eine Milliarde Riyal (zirka 1,8 Milliarden Euro oder 2,3 Milliarden Franken) teures Investitionsprogramm. Die Investitionen sollten unter anderem in die Infrastruktur, die Bildung sowie in die Schaffung von Arbeitsplätzen fließen. Welcher Anteil jedoch auf welche Sektoren entfallen sollte, wurde bei der Verlesung im Staatsfernsehen nicht bekanntgegeben.

### 20. April
Sultan Qabus begnadigte 234 inhaftierte Demonstranten, die sich des Straftatbestands des Landfriedensbruchs in der Region al-Batina (Wilaya Suhar) bzw. in der Region az-Zahira (Wilayat Ibri, Dank und Yanqul) schuldig gemacht hatten. Von der Amnestie wurden allerdings Brandstifter, Teilnehmer an Sitzblockaden sowie Personen, die sich der Beleidigung Bediensteter des Öffentlichen Dienstes schuldig gemacht hatten oder die Widerstand gegen die Staatsgewalt geleistet hatten, ausgenommen.

### 22. April
An diesem Freitag gingen im Süden des Sultanats etwa 1000 Demonstranten nach dem Freitagsgebet mit der Forderung nach Reformen auf die Straße. Die Demonstrationen verliefen friedlich und es kam zu keinen Zusammenstößen mit den Sicherheitskräften.

## Internationale Folgen
An den Rohstoffbörsen stieg aufgrund der Proteste in Oman und Libyen der Ölpreis weiter an. Eine Einstellung des Erdölexportes aus Oman erfolgte zunächst jedoch nicht.

## Reaktionen des Golfkooperationsrates
Die Außenminister des Golf-Kooperationsrat (GCC) gaben am 10. März 2011 ein Hilfspaket bekannt, das insgesamt 20 Milliarden Euro umfassen sollte. Besagtes Hilfspakt sollte den beiden Golfstaaten Bahrain und Oman zugutekommen. Es sah vor, mit Hilfe der Gelder in den nächsten zehn Jahren Arbeitsplätze zu schaffen. Ferner sollte in die Infrastruktur der beiden Staaten investiert werden sowie eine Verbesserung der Wohnverhältnisse erreicht werden.